# Mniszków (województwo łódzkie)
Mniszków – wieś w Polsce położona w województwie łódzkim, w powiecie opoczyńskim, w gminie Mniszków.
| SIMC    | Nazwa        | Rodzaj    |
| ------- | ------------ | --------- |
| 1039560 | Połać        | część wsi |
| 1039613 | Warszawianka | część wsi |
| 1039636 | Zakanał      | część wsi |

Do 1954 roku siedziba gminy Radonia. W latach 1975–1998 miejscowość administracyjnie należała do województwa piotrkowskiego.
Miejscowość jest siedzibą gminy Mniszków.
Wieś na Wzgórzach Opoczyńskich. Początki gminy Mniszków sięgają czasów średniowiecza. Przez jej tereny przebiegały szlaki komunikacyjne, łączące grody kasztelańskie w Wolborzu i Żarnowie. Większość wsi, wchodzących w skład gminy wspomina w swych dziełach Jan Długosz.
W Mniszkowie urodził się Krzysztof Poklewski-Koziełł, doktor nauk prawnych, specjalista w zakresie kryminologii i prawa karnego, przez ok. 50 lat sekretarz redakcji miesięcznika „Państwo i Prawo”.
Wierni Kościoła rzymskokatolickiego należą do parafii Najświętszego Serca Jezusowego w Zajączkowie.

## Zabytki
Według rejestru zabytków Narodowego Instytutu Dziedzictwa na listę zabytków wpisany jest obiekt:
- park dworski, XIX w., nr rej.: 347 z 14.02.1985